# 矮高山栎
矮高山栎（学名：Quercus monimotricha）为壳斗科栎属的植物。分布于缅甸以及中国大陆的云南、四川等地，生长于海拔2,000米至3,500米的地区，一般生于阳坡和山脊，目前尚未由人工引种栽培。

## 别名
矮山栎（中国高等植物图鉴）